# Orchowo
Orchowo – wieś (dawniej miasto) w Polsce położona w województwie wielkopolskim, w powiecie słupeckim, w gminie Orchowo.
Orchowo uzyskało lokację miejską w 1506 roku, zdegradowane około 1620 roku. W latach 1975–1998 miejscowość administracyjnie należała do województwa konińskiego.
Miejscowość jest siedzibą gminy Orchowo.

## Historia
- 1247 - Prawdopodobnie pierwsza wzmianka o Orchowie[5].
- 1369 – Orchowo w posiadaniu chorążego gnieźnieńskiego Mikołaja z rodu Rogalów i jego żony Katarzyny.
- 1736 – Spustoszenie po wojnie północnej (1700- 1721).
- 1790 – Budowa nowego kościoła parafialnego przez dziedziczkę Orchowa Petronelę Mlicką z Gałczyńskich.
- 1866 - Założenie włościańskiego kółka rolniczego (jednego z pierwszych na terenie Wielkiego Księstwa Poznańskiego)[5].
- 1895 – Wzniesienie neogotyckiego kościoła ewangelickiego.
- 1899 - Uruchomienie we wsi gorzelni[5].
- 1921 – Przeprowadzenie linii kolejowej.
- 1967 - Założenie we wsi wodociągów[5].
- 1969 - Odnalezienie, w pobliskim Jeziorze Orchowskim, średniowiecznego szyszaka żelaznego z dużym nosalem[5].

## Zabytki
We wsi znajdują się następujące zabytki nieruchome wpisane do krajowego rejestru zabytków:
- drewniany kościół parafialny pw. Wszystkich Świętych, z lat 1789-92 (nr rej.: 270/12 z 30.04.1984 r.);
- plebania z przełomu XIX/XX (nr rej.: j.w.);
- kościół ewangelicki, ob. rzym.-kat. pod wezwaniem Niepokalanego Poczęcia NMP z ok. 1900 roku (nr rej.: 271/13 z 30.04.1984 r.)
- dom na ul. Lipowej 1 z końca XIX (nr rej.: 235/Wlkp/A z 20.06.2005 r.)